# Glacier Muir
Le glacier Muir est un glacier du parc national de Glacier Bay, dans l'État américain de l'Alaska. Il fait actuellement environ 700 mètres de large à son extrémité. Au milieu des années 1980, c'était un glacier côtier et des icebergs vêlés formaient un mur de glace de 90 m de hauteur.

## Recul
Le glacier Muir a subi un recul très rapide et bien documenté depuis sa position maximale lors du Petit Âge glaciaire à l'embouchure de la baie Glacier vers 1780. En 1794, l'explorateur George Vancouver a découvert que la majeure partie de la baie Glacier était recouverte d'une énorme calotte glaciaire d'environ 1 200 mètres par endroits.
En 1904, le glacier aurait « franchi les montagnes » avec le pic Pyramid à l'ouest et les monts Wright et Case à l'est.
De 1892 à environ 1980, il avait reculé de près de 32 kilomètres. Entre 1941 et 2004, le glacier a reculé de plus de 12 kilomètres et s'est aminci de plus de 800 mètres. L'eau de mer a rempli la vallée en remplaçant la glace et en créant Muir Inlet.

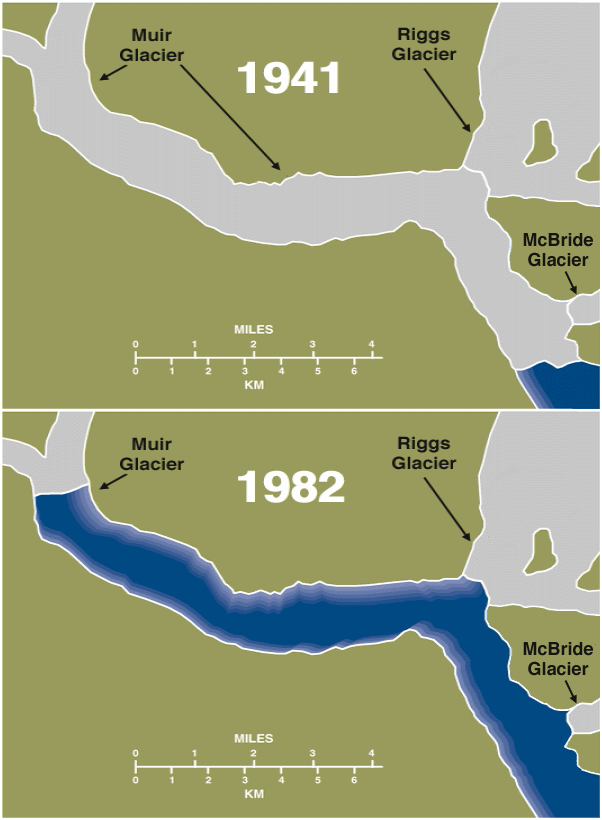
Cartes montrant le retrait du glacier Muir de 1941 à 1982.
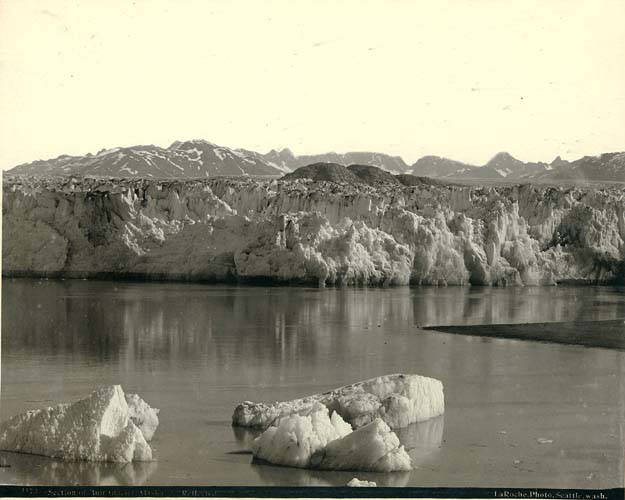
Photographie du glacier Muir par Frank La Roche vers 1897.
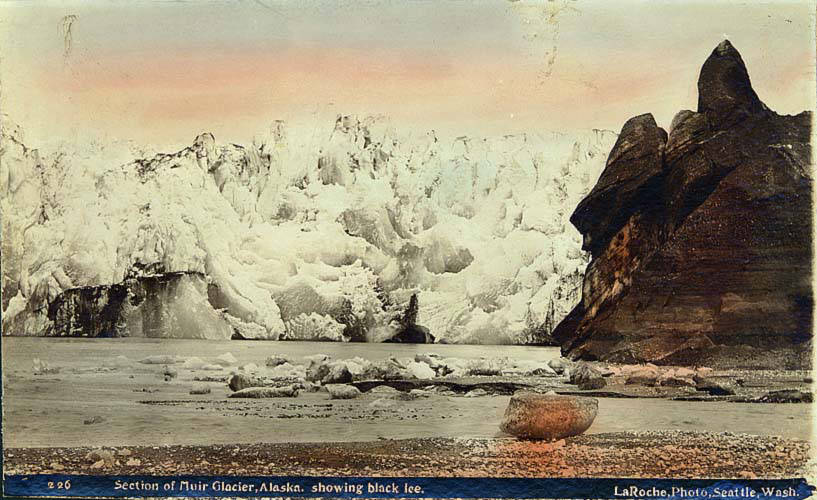
Une autre photo du glacier par La Roche, celle-ci montrant la « glace noire ».